# Monica Brodd
Monica Brodd Täby foi a Miss Suécia 1992, representante de seu país no concurso Miss Universo, onde alcançou o top 10. A filha dela, Paulina Brodd, foi a Miss Suécia 2015 e também representou o país no concurso Miss Universo do mesmo ano.